# Cervonokameane, Solone
Cervonokameane (în ucraineană Червонокам`яне) este un sat în comuna Vasîlivka din raionul Solone, regiunea Dnipropetrovsk, Ucraina.

## Demografie
Componența lingvistică a localității Cervonokameane
     Ucraineană (87,72%)
     Rusă (12,28%)
Conform recensământului din 2001, majoritatea populației localității Cervonokameane era vorbitoare de ucraineană (87,72%), existând în minoritate și vorbitori de rusă (12,28%).